# فال شابمان
فال شابمان (بالإنجليزية: Valentine Jackson Chapman)‏ هو عالم نبات نيوزيلندي، ولد في 14 فبراير 1910، وتوفي في 5 ديسمبر 1980.